# Žakarovce
Žakarovce jsou obec na Slovensku v okrese Gelnica. V obci se narodila zpěvačka lidových písní Janka Guzová.

## Historie
Žakarovce jsou významná hornická obec s bohatou historií. Leží v příčném údolí, vycházející z údolí řeky Hnilce, po obou březích Žakarovského potoka. V písemných pramenech se objevuje pod těmito názvy: 1336 – villa
Zakeri, 1368 – villa Zakaria, 1374 – villa Sakar, 1390 – Sakar, 1477 – Sakaar, 1773 – Zekarowce, 1808 – Žakarovce, maďarsky Zsakaróc, nebo Zákarfalu.
První písemná zmínka se nachází v listině z 18. listopadu 1336. Ze znění uvedené listiny vyplývá, že vesnice existovala již delší dobu. Vznikla na území, které od roku 1282 patřilo rodu pánů z Jaklovců. Určitý podíl majetků ve vesnici vlastnil před rokem 1330 i gelnický rychtář Perenger a po něm gelnický přísežný Petermann, zvaný Bozegeyst. Během dlouhotrvajícího sporu mezi gelnickými měšťany a pány z Jaklovců byly Žakarovce Gelničany vícekrát obsazeny. Konkrétně se o tom zachovaly písemné doklady z let 1341 a 1352. Rodové majetky pánů z Jaklovců byly v roce 1282 odděleny z původního gelnického katastru. Gelničtí měšťané si proto dělali nároky na tyto majetky, respektive vesnice ležící na nich. Mezi těmito vesnicemi se v listinách z let 1368 a 1374 uvádějí i Žakarovce. Někdy před rokem 1390 se Žakarovce, pravděpodobně koupí, dostaly do rukou Pavla a Mikuláše z richnavské větve Perényiovců, kteří je začlenili do majetků richnavského hradního panství.
Žakarovce leží v severovýchodní části Slovenského rudohoří u potoka protékajícího obcí. Vznikly jako hornická obec na území Gelnice. Železorudné a měděné doly byly v obci již v 16. století, v roce 1872 je získala Těšínsko – třinecká železářská společnost Albrechta Habsburského. V 19. století se v Žakarovcích a okolí netěžilo velké množství rudy, neboť poptávka po rudách nebyla příliš velká. V roce 1877 měla obec 74 domů a 551 obyvatel. V roce 1828 94 domů a 685 obyvatel. Během 2. světové války se mnoho obyvatel zapojilo do partyzánského hnutí a SNP. Obec byla vyznamenána Radom SNP I. třídy.
Podle Seznamu sídel zemí uherské koruny (něco podobného jako Statistická ročenka) z roku 1913 se Žakarovce maďarsky jmenovaly Zakárfalva. Patřily do okresu Gelnica ve Spišské župě. Podléhaly obvodnímu notáři, finančnímu úřadu, okresnímu soudu a matričnímu úřadu v Gelnici, soudní stolici v Levoči. Nejbližší četnická stanice byla v Gelnici, nejbližší železniční stanice, železniční telegrafní stanice a poštovní úřad byl v Máriahuti. Obec byla zařazena do 67. doplňovacího vojenského a do 30. mobilizačního obvodu. Muži schopni vojenské služby rukovali k IX. honvédskemu pluku.
Obec byla zařazena mezi malé obce. Žakarovce měli 221 domů, 1371 obyvatel a výměru katastru 1275 katastrálních jiter. Obyvatelé mluvili většinou slovensky a pak německy. Byl zde římskokatolický farní úřad.

## Máriahuta - Žakarovce
Báňská oblast Máriahuta – Žakarovce, která se rozprostírá na území obcí Gelnica, Žakarovce, Jaklovce, Kluknava a Kojšov, se vyznačuje velkým počtem ložisek, důlních děl a starodávnou hornickou činností. Pro svou výhodnou polohu v blízkosti řeky a komunikace se stala střediskem obou důlních revírů, bylo zde soustředěno vedení, doprava, energetika a ve starších dobách i hutnictví. Vznik hornictví v této oblasti je třeba hledat již v 14. – 15. století. O prvních písemných záznamech týkajících se žakarovského hornictví se zmiňuje Maderspach, podle kterého již v roce 1546 byly sepsány důlní majetky. Z listiny z roku 1574 se dozvídáme, že gelničtí horníci na Klippbergu těžili rudy rtuti, a to zřejmě cinabarit, který se vyskytoval v železném klobouku žakarovské Hrubé žíly. Za Slovenského státu podnik na území Slovenska měl název Banská huť, banská a hutná spol., zastupitelství bylo v Bratislavě. Kromě této společnosti vlastnily doly v této oblasti i jiné podniky. Už před znárodněním byly ložiskové zásoby v Žakarovcích vyčerpány a postupně byly zapojeny do těžby menší vedlejší ložiska a revír Grellenseifen.